# Nevada Northern Railway

Logo der Nevada Northern Railway

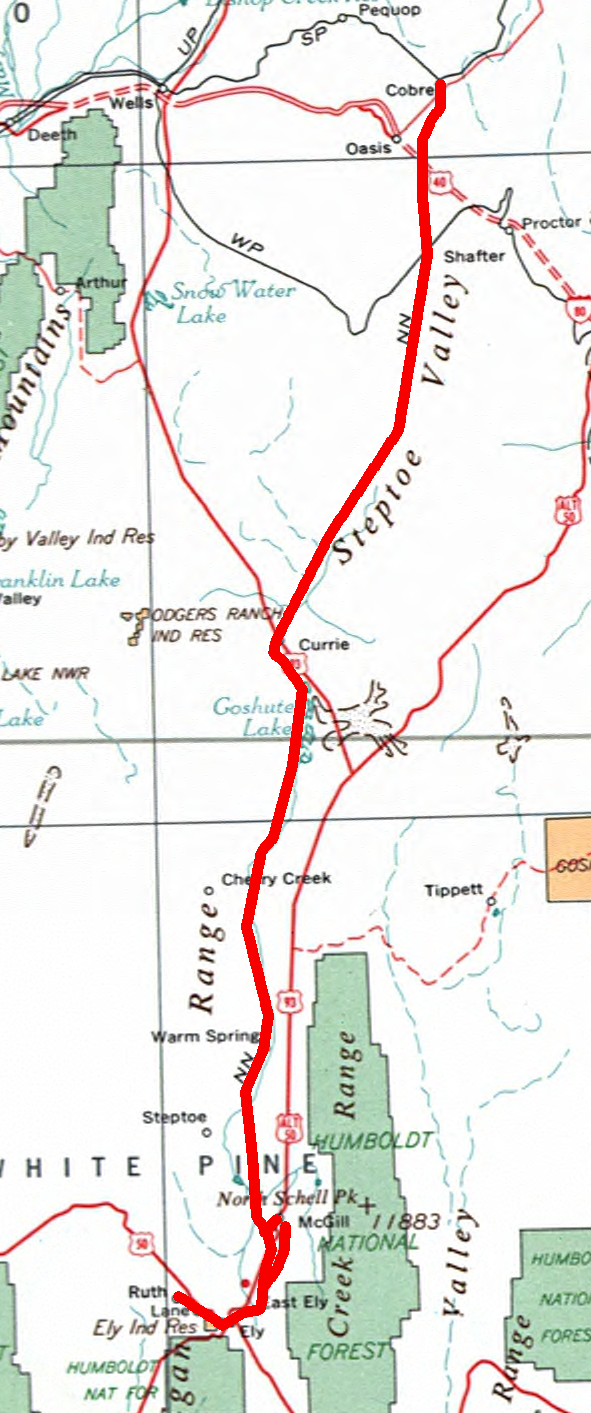
Streckennetz der Nevada Northern Railway

Die Nevada Northern Railway (AAR-report mark: NN) war eine amerikanische Eisenbahngesellschaft in Nevada. Heute erfolgt auf einem Teil des Streckennetzes ein Museumsbetrieb des Nevada Northern Railway Museums.

## Streckennetz
Die Strecke der Nevada Northern Railway führt von Cobre an der Union Pacific Railroad in südliche Richtung durch das Goshute Valley. In Shafter wird die Strecke der früheren Western Pacific Railroad gekreuzt. Von dort führt die Strecke weiter nach Süden durch das Goshute Valley und später durch das Steptoe Valley, entlang des Goshute Lake bis nach McGill Junction. Von dort führt die Hauptstrecke weiter bis Ely, eine Nebenstrecke führt nach Nordosten nach McGill. Die westlich über Ely hinauszuführende Strecke reicht bis Keystone bei Ruth und Riepetown um die Minen im Bereich Kimberley zu erschließen. Zur besseren Anbindung des Hüttenwerkes in McGill wurde eine direkte Strecke von Hiline Junction nach McGill gebaut.
Durch das Nevada Northern Railway Museum wird die Strecke zwischen Keystone über East Ely bis nach McGill und nach Adverse betrieben. Der Abschnitt zwischen McGill und Shafter wird derzeit nicht unterhalten und befahren. Der Abschnitt zwischen Shafter und Cobre ist stillgelegt.

## Geschichte
Die Entdeckung größerer Kupfervorkommen in der Nähe von Ely Anfang des 20. Jahrhunderts führte zu Plänen zum Bau einer Bahnstrecke zu diesem abgelegenen Ort. Am 29. Mai 1905 wurde durch die Nevada Consolidated Copper Company, einem Zusammenschluss mehrerer Kupferminen der Region, die Nevada Northern Railway gegründet. Die Bahnstrecke wurde 1906 fertiggestellt und am 1. Oktober wurde der Verkehr aufgenommen. Mit der Inbetriebnahme des Hüttenwerkes in McGill am 12. April 1908 wurde der Verkehr zwischen den Minen bei Kimberly und McGill aufgenommen. Der Betrieb dieser Züge erfolgte durch die Nevada Consolidated Copper. 1933 übernahm die Kennecott Copper Corporation diese Gesellschaft und damit auch die Nevada Northern Railway. Zum 1. August 1941 wurde der Personenverkehr auf der gesamten Strecke eingestellt. Die 1948 beginnende Umstellung auf Dieselbetrieb wurde 1952 abgeschlossen.
Die meisten Minen wurden bis September 1978 geschlossen und damit wurde auch der Erztransport nach McGill eingestellt. Touristenzüge von Cobre über East Ely nach Copper Flat fuhren letztmals im Mai 1982. Am 20. Juni 1983 wurde das Hüttenwerk stillgelegt und in der Folge auch der gesamte Verkehr auf der Strecke beendet.
Am 19. Oktober 1985 stiftete die Kennecott Copper Corporation den Bahnhof East Ely, einschließlich der Betriebsunterlagen, der Einrichtungsgegenstände und rund 600 m Bahnhofsgleis der White Pine Historical Railroad Foundation. Dies legte den Grundstock für das Nevada Northern Railway Museum. Das Los Angeles Department of Water and Power beabsichtigte im an der Strecke gelegenen Cherry Creek ein Kohlekraftwerk zu errichten. Deshalb erwarb die Behörde den Streckenabschnitt zwischen Cobre und McGill Junction am 22. April 1987. Im April/Mai 1987 erhielt die White Pine Historical Railroad Foundation von der Kennecott Copper Corporation das übrige noch vorhandene Betriebsvermögen der Nevada Northern Railway, inklusive der Strecke zwischen McGill Junction und Keystone. Der Bahnhof und der Güterschuppen von East Ely werden 1990 an den Staat Nevada übertragen. Dieser richtet in den Gebäuden das 1992 eröffnete East Ely Railroad Depot Museum ein.
Nach dem 1991 durch Magma Copper alle Bergbaurechte in der Kimberley Region erworben wurden, begann die neu gegründete Tochtergesellschaft Northern Nevada Railroad (NN) am 1. Januar 1995 mit dem Erzverkehr auf der Strecke bis Shelter. Dort wurden die Züge an die Union Pacific übergeben. Nachdem Magma durch BHP erworben wurde, erfolgte seit 1996 der Betrieb durch die BHP Nevada Railroad (BHP). Mit der erneuten Einstellung der Bergbautätigkeit 1999 erfolgte zum 9. Juli die Einstellung des Verkehrs.
Die Strecke zwischen Cobre und McGill Junction wurde 2006 durch die Stadt Ely und der White Pine County Historic Railroad Foundation für 1,5 Millionen Dollar erworben. Voraussetzung waren die Pläne von zwei Energieunternehmen, in diesem Bereich jeweils ein Kohlekraftwerk zu errichten, die dafür der Stadt einen Kredit von 750.000 $ gewährten. Die Baupläne wurden bisher noch nicht verwirklicht. Auch über den Kauf selber läuft ein derzeit noch nicht beendetes Klageverfahren der V&S Railway.

## Fahrzeugpark

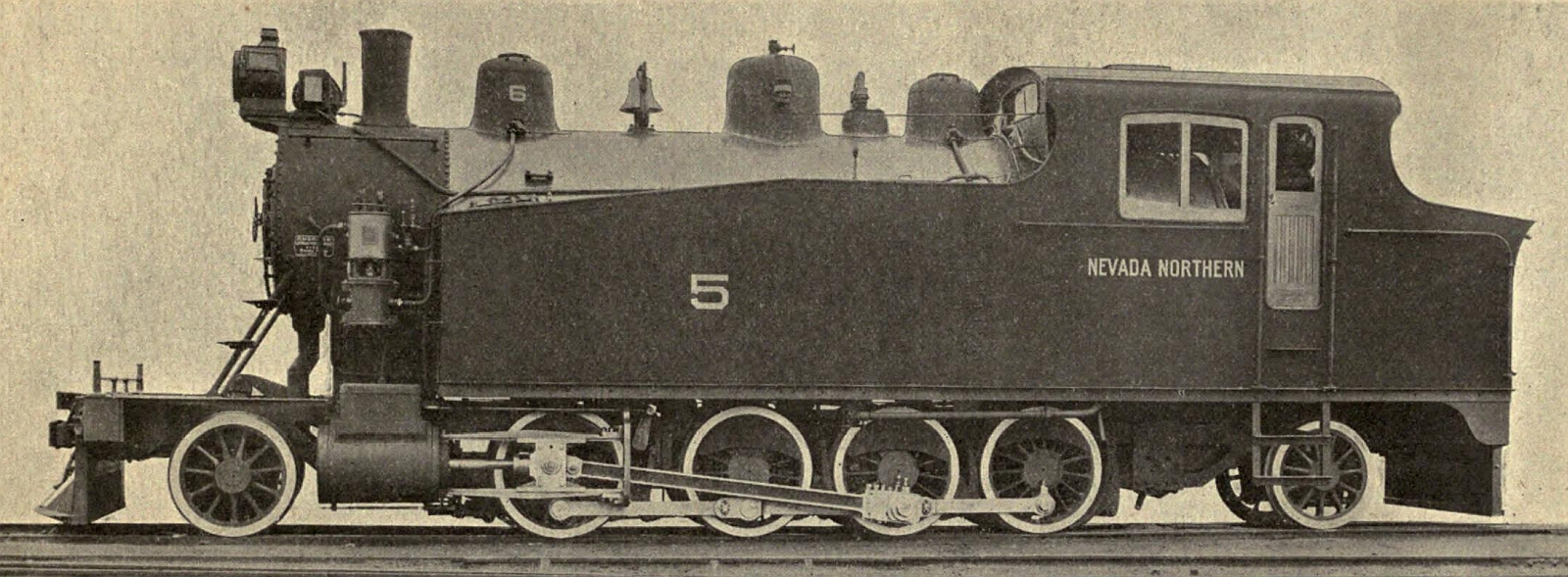
Lokomotive Nr. 5, gebaut von ALCo

Die Nevada Northern Railway begann 1906 den Betrieb mit drei gebraucht erworbenen Lokomotiven der Achsfolge 2'B (Nr. 1) und 2'C (Nr. 2 und 3) sowie einer neuen 2'C (Nr. 4) und einer 1'D1'-Tenderlokomotive (Nr. 5). 1907 folgten zwei weitere Lokomotiven der Achsfolge 2'C (Nr. 7 und 8). Für den Rangierbetrieb beschaffte die Nevada Northern 1910 einen C-Kuppler (Nr. 6). Weitere Lokomotiven der Achsfolge 2'C wurden 1909 und 1910 beschafft (Nr. 21 und 40). Die Tenderlokomotive wurde 1913 in eine 1'D-Schlepptenderlokomotive umgebaut. Weitere neun Lokomotiven dieser Achsfolge wurden zwischen 1910 und 1917 beschafft (Nr. 81, 90–97).
Die gebraucht erworbenen Lokomotiven der Anfangsjahre wurden 1931 bis 1933 ausgemustert. Die übrigen Fahrzeuge wurde 1920 an die Nevada Consolidated Copper Company verkauft und 1951 bis 1954 durch Diesellokomotiven ersetzt. Die Lokomotiven 81 und 93 wurden 1960/1961 dem White Pine Public Museum übereignet und kamen später zum Nevada Northern Railway Museum. Allein die heute zum Museum gehörende Lokomotive Nr. 40 war bis 2002 ununterbrochen in Betrieb, bevor sie einer Restaurierung unterzogen werden musste.
Eine 1952 beschaffte EMD SD7 war die einzige Diesellokomotive der Northern Nevada. Die Abwicklung des Verkehrs auf dem Streckennetz erfolgte durch die Kennecott Copper Corporation mit 1948 bis 1950 erworbenen acht ALCO RS-2 (Nr. 101 bis 108), einer ALCO RS-3 (Nr. 109) und einer ALCO RSD-4 (Nr. 201) aus dem Jahr 1951. Von diesen Lokomotiven sind zwei in East Ely und drei weitere bei anderen Museumsbahnen erhalten.
Durch die Northern Nevada Railroad wurden zwei GE 70-ton switcher eingesetzt. Der Erwerb von zwei ALCO MRS-1 wurde 1996 durch die BHP Nevada Railroad rückgängig gemacht. Stattdessen setzte die Gesellschaft von der Southern Pacific Railroad gebraucht erworbene EMD SD9E (Nr. 201–203 und 205) und EMD SD9R (Nr. 204) sowie eine ALCO RS-3 ein.